# Hoverboard

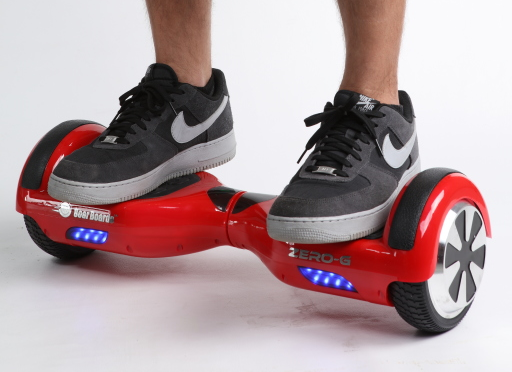
Un hoverboard

L'hoverboard è un dispositivo di trasporto personale, costruito su due ruote collegate a due piccole piattaforme snodate tra loro, il cui movimento viene azionato da un sensore di peso posto sulle piccole piattaforme e da un giroscopio.
Nel 2014 i primi hoverboard furono utilizzati in Cina e nel 2015 divennero molto popolari negli USA grazie alle numerose celebrità che si fecero immortalare sopra quest'oggetto. Non c'è un nome ufficialmente riconosciuto per questo dispositivo e ogni compagnia distributrice ne crea uno diverso in base alle proprie scelte di marketing.

## Storia
Shane Chen, un uomo d'affari americano fondatore dell'azienda Inventist, reclama la paternità dell'invenzione del dispositivo. Chen iniziò una campagna di raccolta fondi su Kickstarter per il suo progetto "Hovertrax" nel 2013. In un'intervista sul Los Angeles Times Chen dichiarava la sua frustrazione in merito ai diritti sul brevetto in Cina. Sosteneva che Solowheel, il suo monociclo autobilanciato, era stato copiato da altre aziende dopo la comparsa su Happy Show, uno show televisivo cinese. Nell'agosto del 2015 Mark Cuban ha annunciato l'intenzione di acquistare i brevetti Hovertrax da Chen.

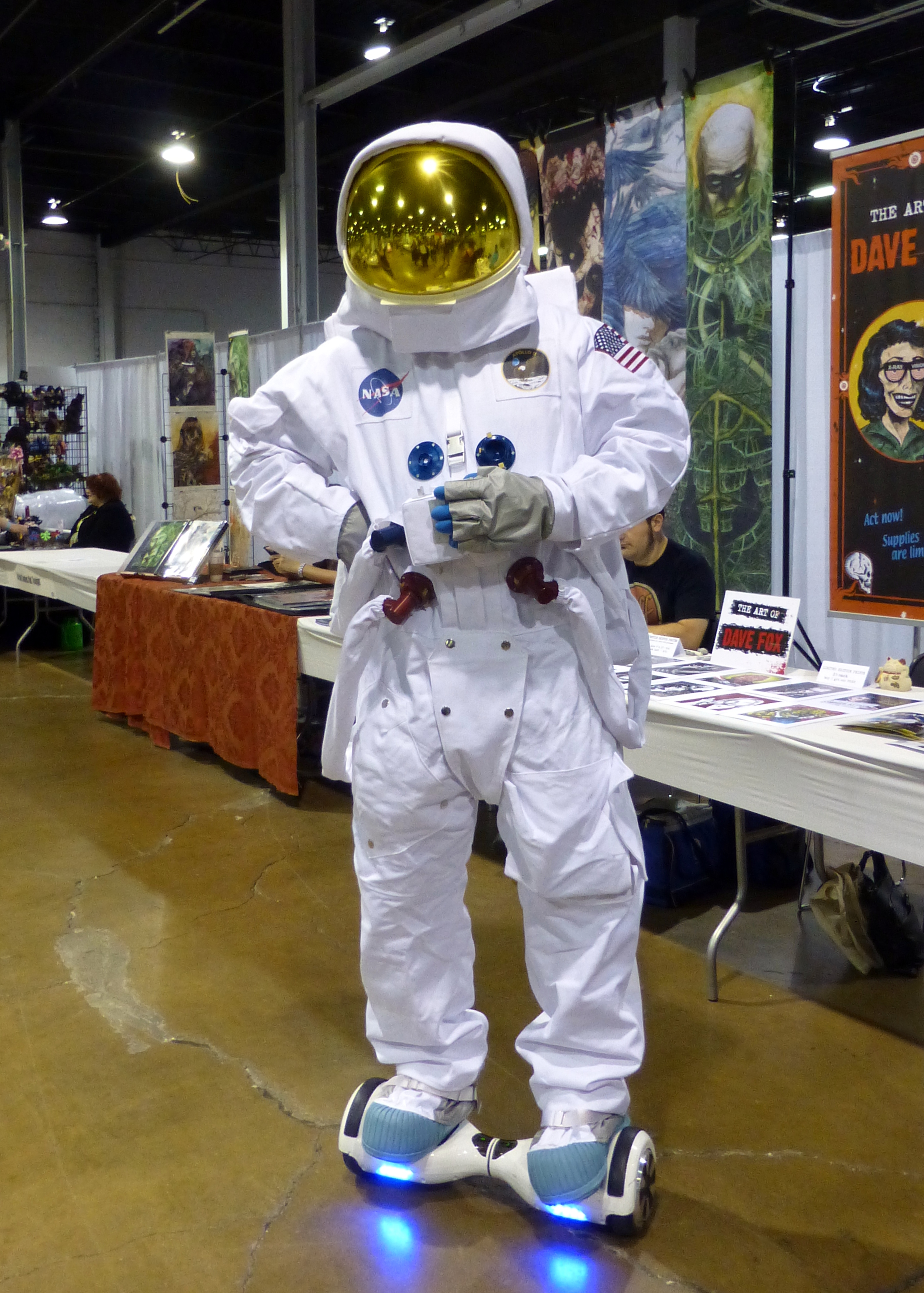
Un Astronauta su un hoverboard al Wizard World Chicago del 2015

Il ritmo veloce dell'industria manifatturiera cinese rende difficile individuare quale società cinese sia stata la prima a fabbricare il dispositivo; secondo Wired di David Pierce il primo è stato probabilmente lo "Smart S1" di Chic Robotics, una società di tecnologia cinese fondata nel 2013 e associata a Zhejiang University. Lo Smart S1 è stato distribuito nel mese di agosto 2014 e lo stesso anno ha avuto successo nel Canton Fair trade show. La compagnia ha brevettato le tecnologie associate al dispositivo ma a causa della politica lassista della Cina sui brevetti, il prodotto è stato copiato da diversi produttori cinesi.
Nel giugno del 2015 l'hoverboard è costruito da diverse compagnie cinesi. I modelli variano notevolmente di prezzo e qualità e possono presentare vari difetti; la maggior parte è prodotta in fabbriche di produzione di massa in Shenzhen, China. Alcune delle più recenti hanno incorporato altoparlanti bluetooth, consentendo al guidatore di riprodurre musica.
La crescente popolarità dei dispositivi nei paesi occidentali è stata inizialmente attribuita al gran numero di personaggi famosi che sono stati visti coi vari modelli del prodotto. Tra queste star ci sono Justin Bieber, Jamie Foxx, Kendall Jenner, Chris Brown, Soulja Boy e Wiz Khalifa. I fondatori della società americana PhunkeeTree conobbero l'hoverboard all'Hong Kong Electronics Show nel 2014 e furono subito coinvolti nella sua distribuzione. La società ha dato un hoverboard a Kendall Jenner che ha pubblicato un video su Instagram mentre lo usa; il video è diventata una hit virale sui social media, portando altre celebrità a chiedere alla PhunkeeTree i dispositivi.

## Terminologia
Il termine "hoverboard" è spesso utilizzato per descrivere questi dispositivi. Tuttavia, come apparve nei film degli anni 80 Ritorno al futuro - Parte II e Ritorno al futuro - Parte III, un hoverboard dovrebbe essere uno skateboard che rimane sospeso a qualche centimetro da terra fluttuando; il dispositivo in questione invece non ha questa capacità.

## Sicurezza
Gli hoverboard sono generalmente provvisti di accumulatori agli ioni di litio. Ci sono stati casi accertati di batterie difettose che sono andate in corto circuito o in surriscaldamento, causando l'autocombustione dei dispositivi. Diversi feriti sono stati segnalati da incidenti legati a questi dispositivi a partire dal settembre 2015. Questi fenomeni hanno portato ad azioni legali nello stato della Louisiana e dell'Alabama.
In risposta la Consumer Product Safety Commission degli Stati Uniti (CPSC) ha avviato un'inchiesta sulla sicurezza del dispositivo. Il 16 dicembre 2015 F. Elliot Kaye, presidente del CPSC, ha rilasciato una dichiarazione scritta che annuncia indagini dell'agenzia sulla "configurazione dei pacchi batteria e la compatibilità con i caricabatterie". Nel Regno Unito le autorità hanno anche espresso preoccupazioni sugli hoverboard per quanto riguarda un possibile cablaggio difettoso. Incendi domestici sono avvenuti anche a Londra e Melbourne durante la ricarica delle batterie.
Come per la maggior parte dei veicoli a motore dove il pilota è esposto a pericoli, la Consumer Reports americana ha raccomandato agli utenti che utilizzano gli hoverboard di indossare dispositivi di sicurezza durante il loro utilizzo.

## Restrizioni
In Italia gli hoverboard hanno iniziato ad essere commercializzati a fine 2015, in quanto i distributori hanno dovuto comprendere come viene considerato questo dispositivo nel paese e a quali restrizioni poteva andare incontro il suo utilizzo. Per esempio in alcuni paesi sono state imposte restrizioni legali per l'uso: a La Mecca ne è stato vietato l'uso in seguito alle critiche ricevute dopo la pubblicazione di un video di un pellegrino che lo utilizzava durante l'hajj, in Germania ne è stato vietato l'uso sulle strade pubbliche, in Inghilterra ed in Galles il suo uso è legale solo nelle proprietà private con il benestare del proprietario, in Scozia il suo utilizzo è illegale sui marciapiedi, a Toronto in Canada la legge non permette l'utilizzo di veicoli a motore fatto salvo per gli ausili per persone con mobilità ridotta, in Australia lo stato del Nuovo Galles del Sud ha specificamente messo al bando l'utilizzo di questi dispositivi su strade pubbliche mentre gli altri stati australiani si affidano a leggi esistenti le quali ne permettono l'uso all'interno di una proprietà privata, ad Hong Kong il "Dipartimento dei Trasporti" ne ha bandito l'uso in quanto ritenuti pericolosi per gli utenti stessi e gli altri utenti della strada.
Per questioni legate alla sicurezza diverse compagnie aeree hanno proibito il trasporto degli hoverboard, sia a bordo sia in stiva. Molte università hanno imposto divieti assoluti o limitazioni per quanto riguarda l'uso nei campus. Altri hanno pubblicato avvertimenti formali per quanto riguarda i dispositivi.
In Italia è vietato circolare con hoverboard su strade e marciapiedi, si può circolare solo in luoghi privati; in alcuni casi si rischia una multa fino a 1200 euro, 5 punti in meno sulla patente e la confisca del mezzo.